# Gordon Link
Gordon Link è una serie a fumetti incentrata sull'omonimo personaggio pubblicata in Italia dall'Editoriale Dardo negli anni novanta. Venne ideato da Gianfranco Manfredi e creato graficamente da Raffaele Della Monica; la serie è un bonellide, ovvero una pubblicazione stampata nel cosiddetto "formato Bonelli" edita da case editrici differenti dalla Sergio Bonelli, e il personaggio rientra nel novero degli epigoni di Dylan Dog, un personaggio protagonista di una serie a fumetti che nei primi anni novanta ebbe un clamoroso successo editoriale che portò diversi editori a proporre serie a fumetti con caratteristiche simili.

## Storia editoriale
Elenco albi:
1. Un baule pieno di Gin
2. Balla con gli scheletri
3. Il fantasma del teatro cinese
4. Maledetti quattrini
5. Il faro
6. La missione
7. Johnnie che cammina
8. Albatros
9. L'isola dei morti
10. Settimo distretto
11. La maledizione della pantera
12. Il morbo viola
13. La montagna sacra
14. Rasputin
15. Condor Express
16. Nato il 2 novembre
17. Muri che piangono
18. La donna eterna
19. Il figlio di Lilith
20. Godzilla
21. Acqua
22. Cadaveri squisiti
23. Prigionieri del sogno (annunciato sul retro di copertina del n. 22 e mai pubblicato)

Numeri speciali "Serie Hit":
1. La villa dei suicidi
2. Phantasmagoria

6. La missione, versione a colori allegata al settimanale "Il Sabato"